# موزه و بوستان مجسمه هرش‌هورن

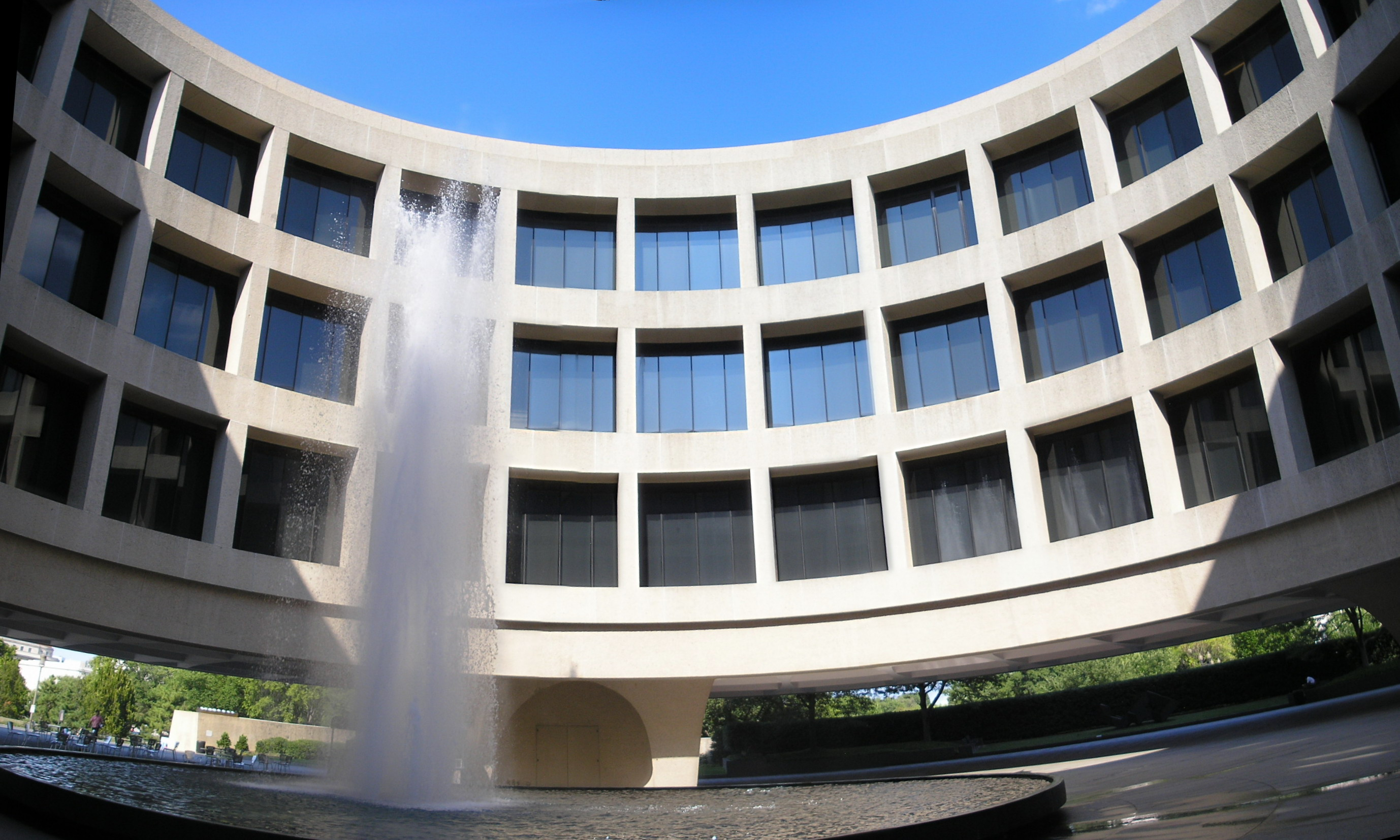

موزه و بوستان مجسمه هرش‌هورن (به انگلیسی: Hirshhorn Museum and Sculpture Garden) یکی از مراکز فرهنگی ایالات متحده آمریکا است.
این موزه متعلق به مؤسسه اسمیتسونین است.

## نگارخانه

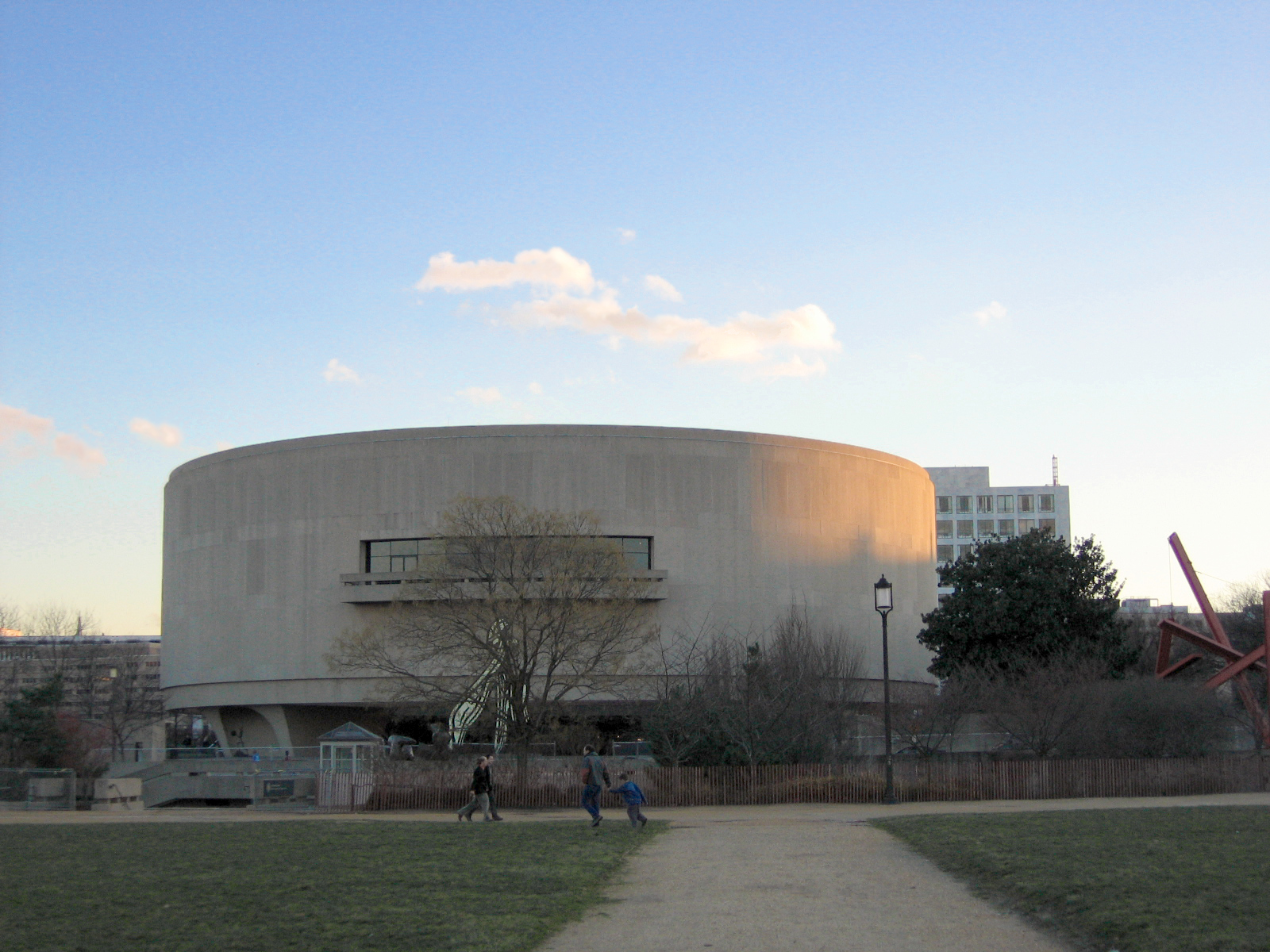
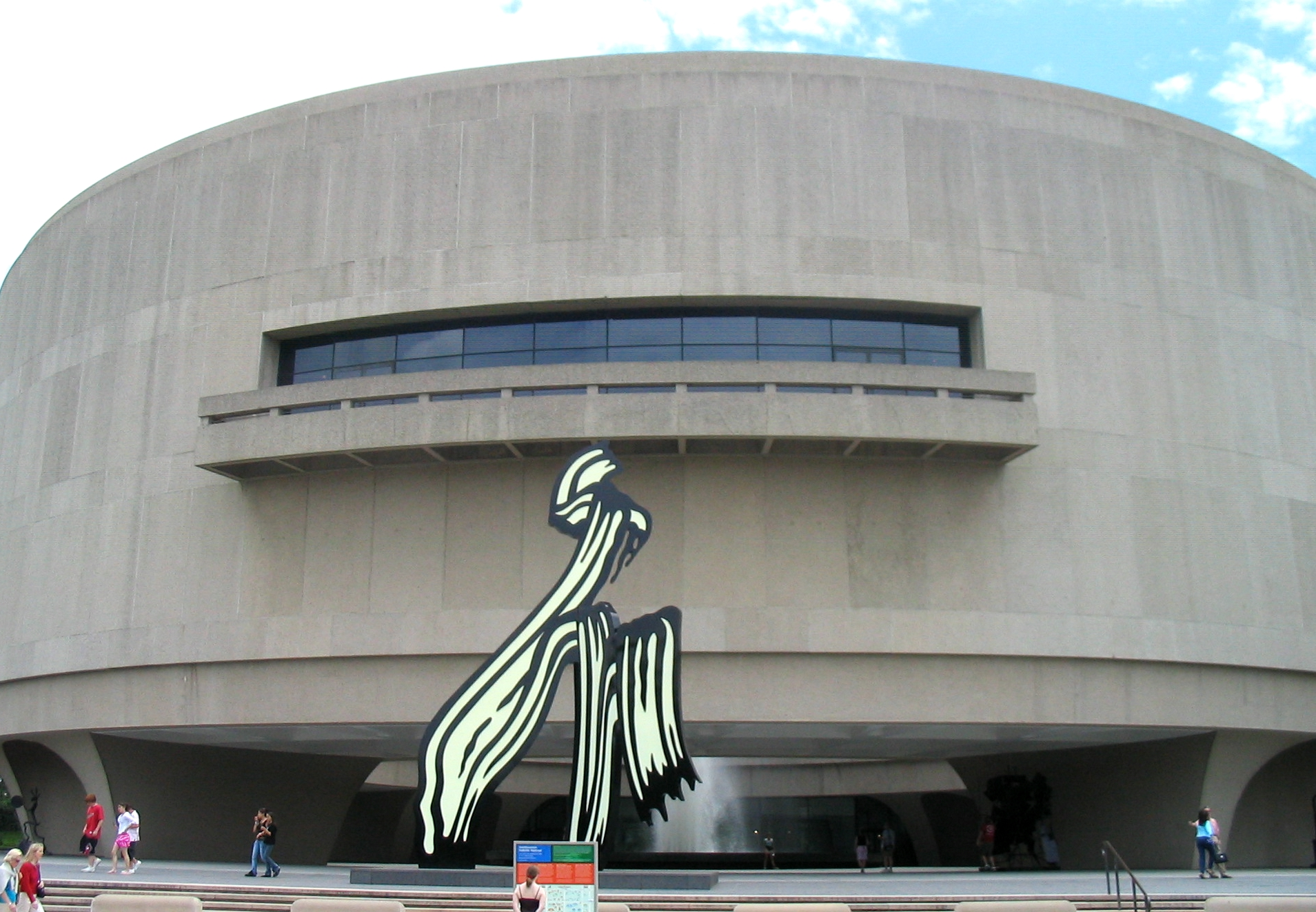
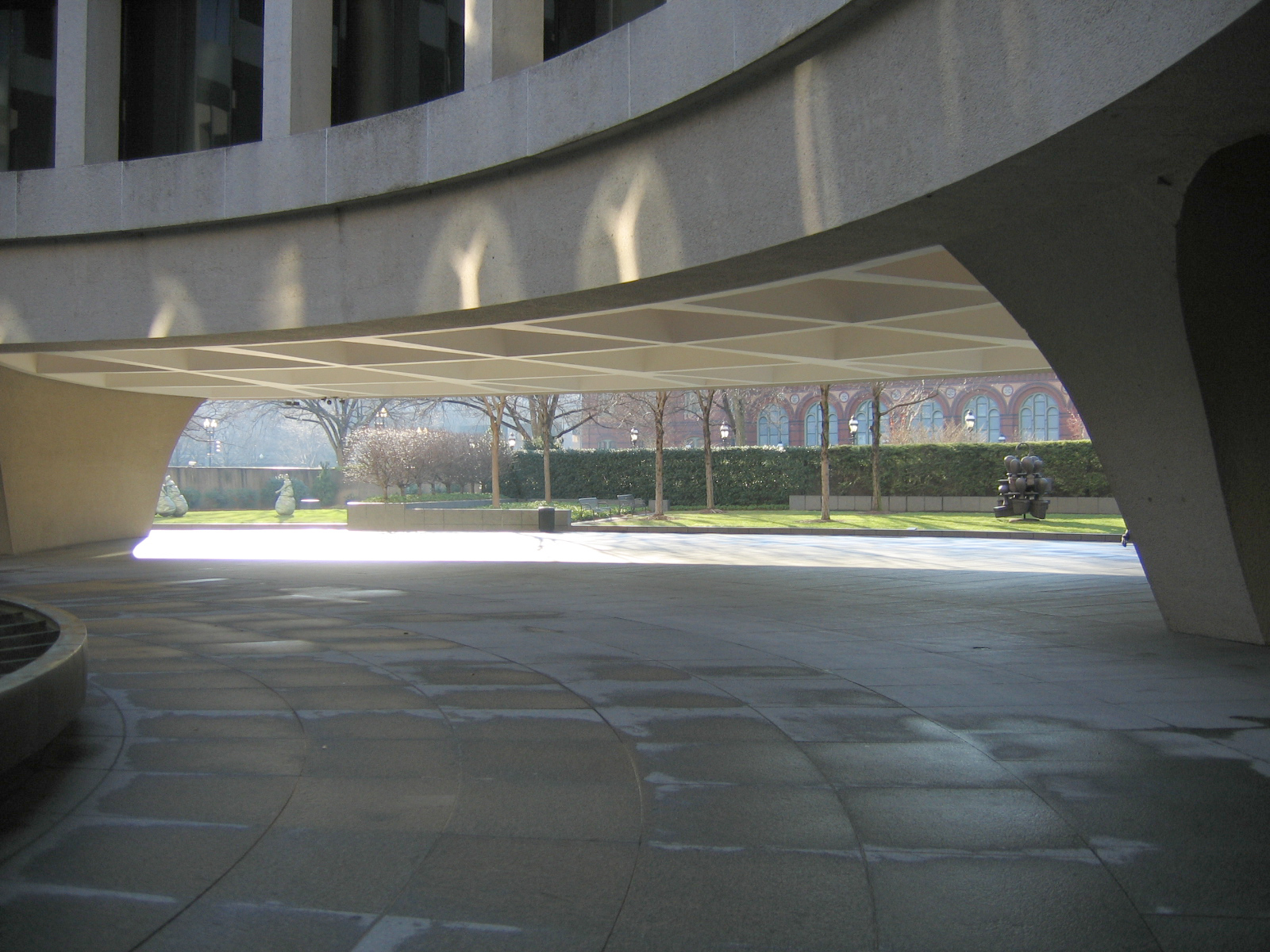
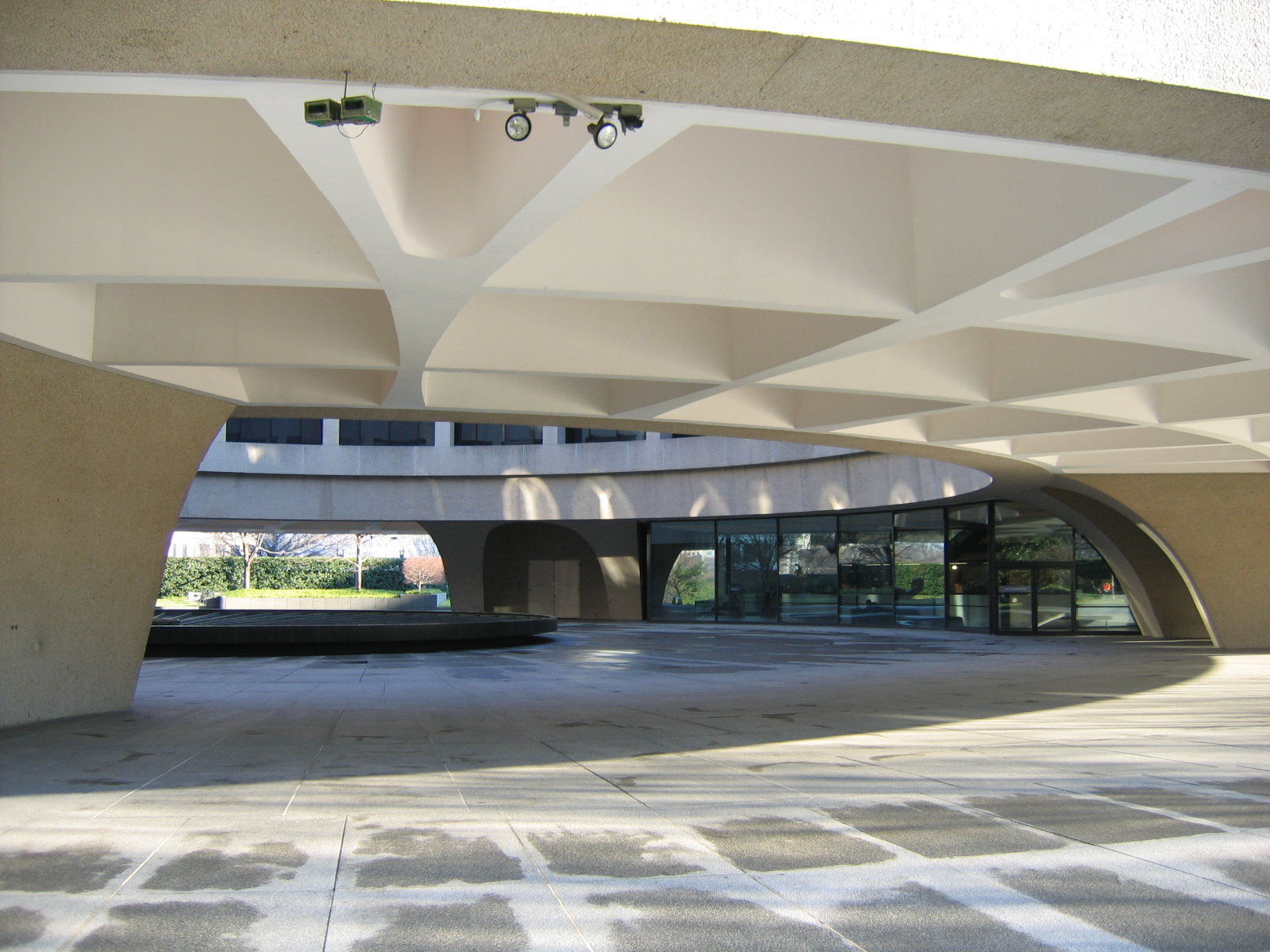
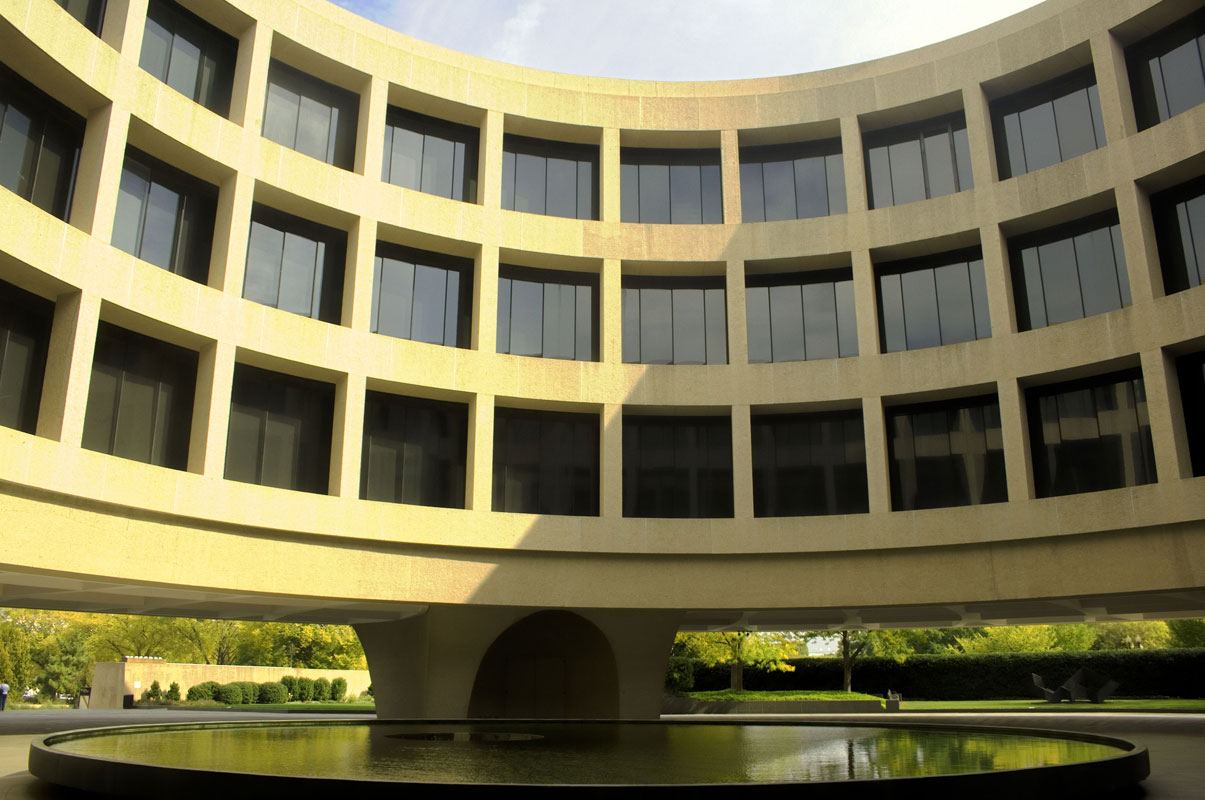
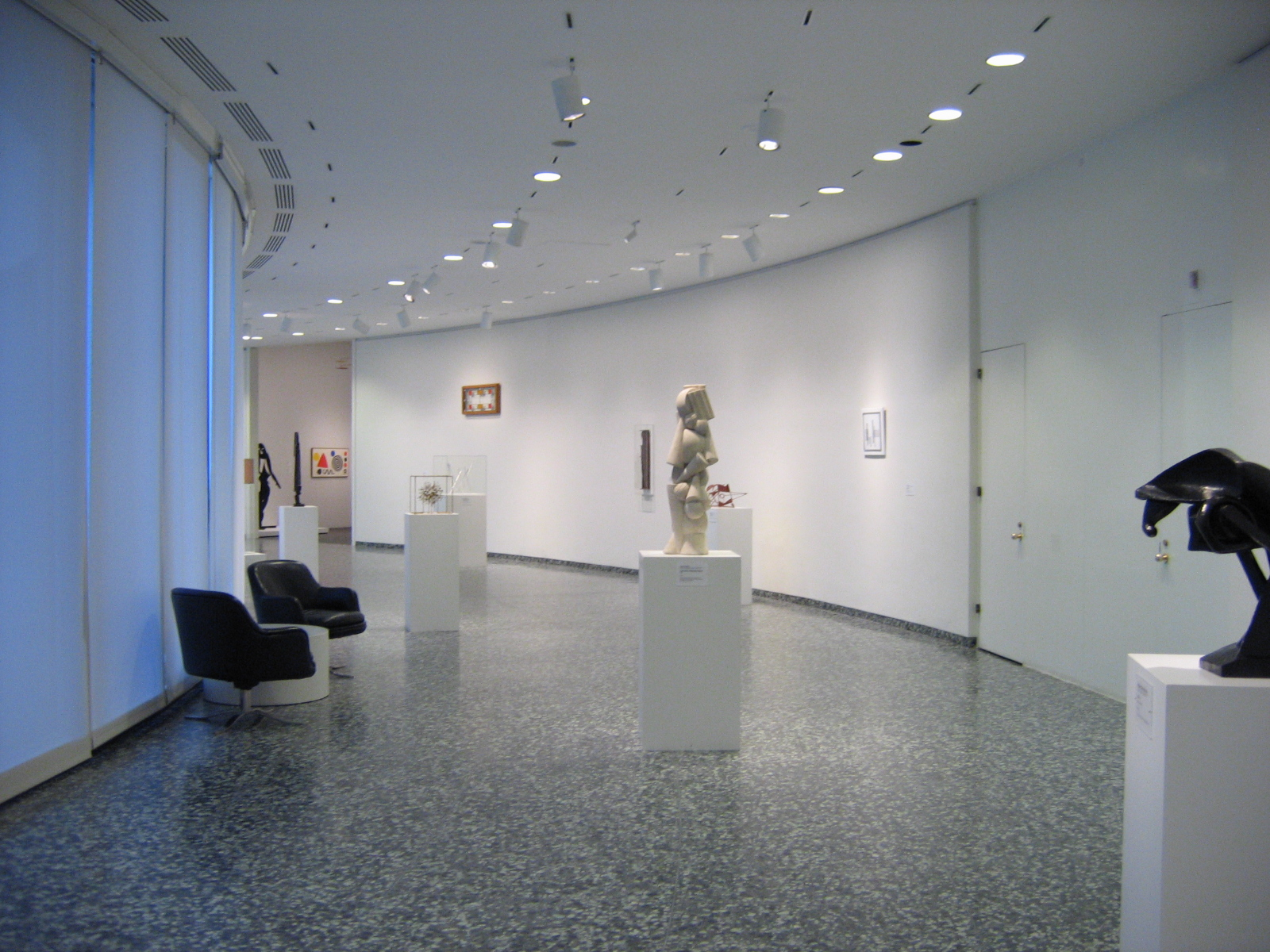
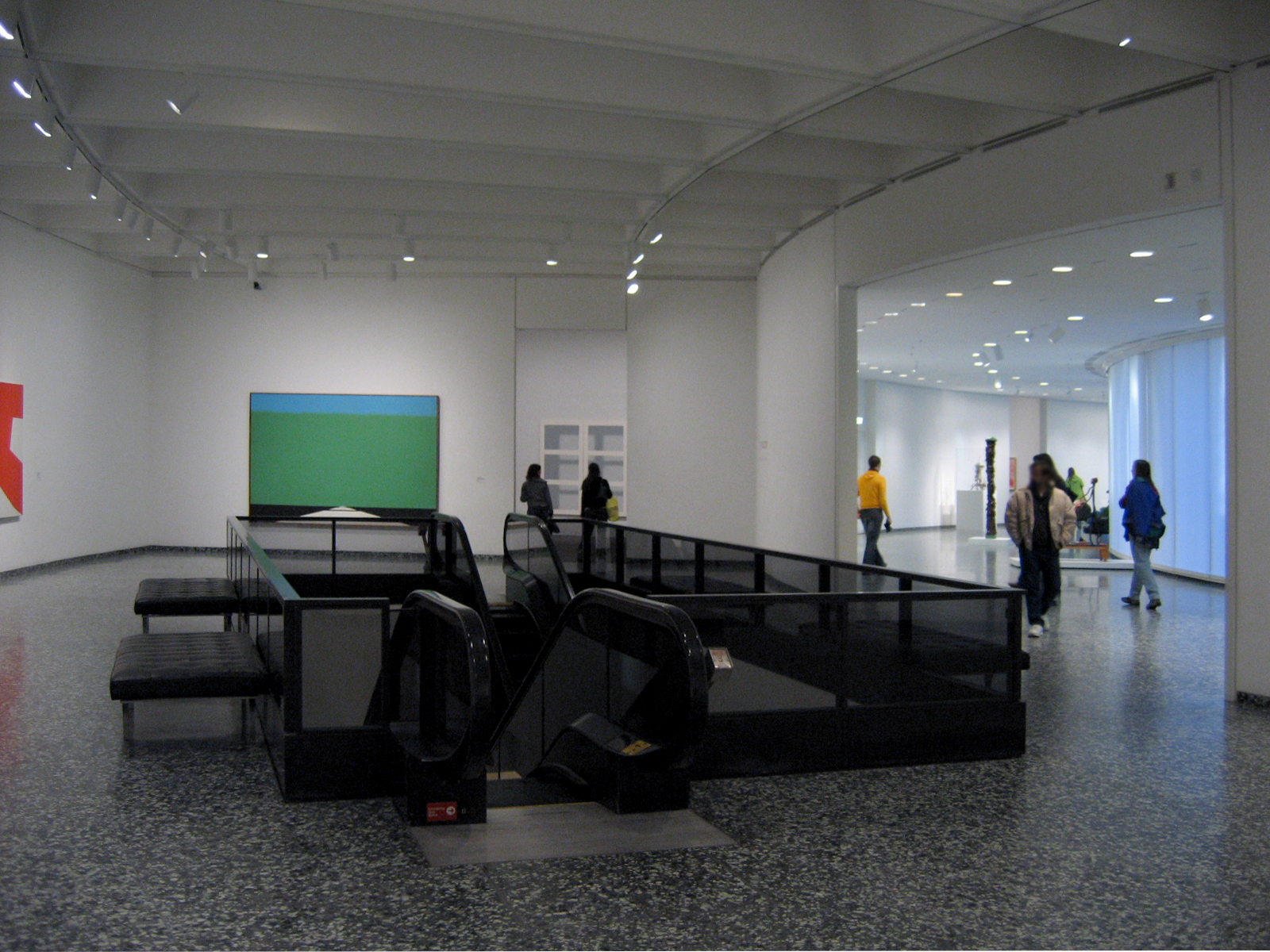
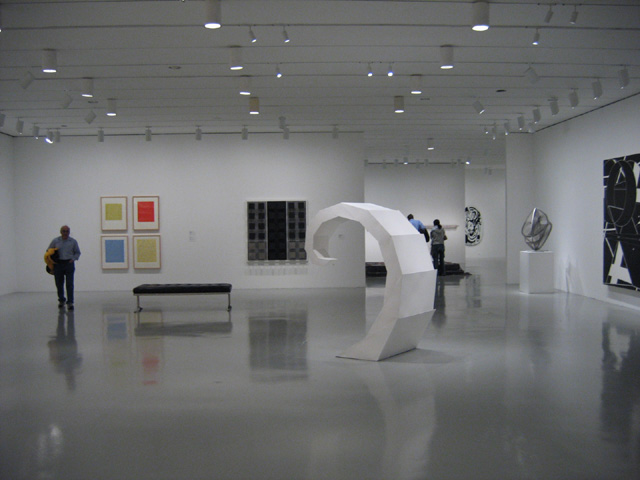

## وب‌گاه رسمی
- hirshhorn.si.edu